# 金桂元
金 桂元（日本語読み：きん・けいげん、朝鮮語読み：キム・ゲウォン、ハングル：김계원、1923年6月28日 - 2016年12月3日）は、韓国の軍人、政治家、外交官。朴正煕大統領が暗殺された1979年10月の10・26事件（朴正熙暗殺事件）の事件現場に居合わせ、事件の貴重な証言者となった。
本貫は羅州金氏。

## 人物
1923年6月28日、慶尚北道栄州に生まれる。父は三・一運動に参加して刑務所に入れられたこともあり、家は日本の巡査の監視を受けていた。培材中学校卒業。家は代々キリスト教で父や叔父、兄弟全員が培材中学校を出ている。
延禧専門学校（現・延世大学校）在学中に学徒出陣。学校の寮に住んでいたが、やって来た警察に書類への捺印を迫られ、さらに電話で母から「祖父が拘束されて刑務所に入れられ、冬なのに暖房も無く毛布も持たしてもらえず、寒さで震えている」と聞かされたため、日本軍の志願手続きを行った。聖歌隊で議論があり、死んだら最後なので思いっきり賛美歌を歌うことに決め、数名の学生と共に龍山の警察署で哀願し、日章旗を付けるならという条件付きで音楽会が許可された。
1943年1月3日、名古屋の野砲兵第3連隊補充隊（中部第8部隊）に入営した。約8か月の訓練を受けて幹部候補生となり、予備士官学校に送られた。そこで約7か月の教育を受けた後は見習士官として砲兵部隊に配属され、1か月後に終戦となった。終戦と同時に少尉に昇進し、中部8部隊に復帰した。
名古屋には比較的韓国人が多く、彼らに頼んで酒を手に入れていた。また日本人の中には敗戦に激怒し、韓国人に怒りをぶつける者がおり、韓国人の中で教養のない者は日本人に対して持っていた鬱憤を爆発させて無駄に殴られる人もいた。金桂元は日本人に怒りをぶつけたからといって何かが変わるわけではないとし、同胞に会ったら自粛しようということになった。
帰国後は、同じ聖歌隊で活動した友人である李赫基の要請を受けて、彼が総司令官を務めていた国軍準備隊に参加。
1945年12月、西北青年会の襲撃を受け帰郷。それから李赫基に再会することは無く、後に北に行ったことを知った。
1946年2月3日付で、軍事英語学校卒業、任少尉（軍番10035番）。
1948年、第2連隊第1大隊長（少領）として勤務中だったが、日本軍で砲兵の経験があったことから、砲兵部隊創設に参加。同年9月、第2砲兵訓練所長。9月5日から約2か月間の基幹将校の教育を実施し、31人の教育修了者を輩出した。同年10月、砲兵訓練所は解体され、野戦砲兵団（団長：張銀山少領）と砲兵学校が創設され、校長に就任。
1949年1月1日、砲兵司令部に改編され、砲兵団長に就任。同年6月20日、砲兵司令部が改編され、砲兵連隊（連隊長：申應均大領）副連隊長（中領）。
1950年3月、申應均が実務教育団長として渡日したため、砲兵学校長兼砲兵監。
1951年、陸軍砲兵司令官。
1954年、第27師団長。
1956年、情報局長。
1958年、兵站監。
1959年、情報参謀副長、任少将。
1960年5月、陸軍大学総長。10月、第3管区司令官。
1961年、第5軍団長。同年5月、忠清南北道戒厳事務所長。
1962年、第6軍団長、任中将。
1963年6月、陸軍参謀次長。
1965年、第1軍司令官。
1966年9月、陸軍参謀総長、任大将（～1969年8月）。
1969年9月、予備役編入。
1969年10月、韓国中央情報部長。
1971年3月、駐中華民国大使（～1978年11月）。
1978年、大統領秘書室長。
1979年10月、朴正熙暗殺事件で共犯容疑をかけられ死刑を宣告されたが管轄官確認過程で無期懲役に減刑した後、大法院で刑が確定した。
1982年、刑執行停止で釈放。
1988年、特別赦免・復権で刑執行が免除され公民権回復。
2016年12月3日、老衰により死去。93歳没。